# Уайтхок (футбольный клуб)
Футбольный клуб «Уайтхок» — полупрофессиональный английский футбольный клуб, базирующийся в Уайтхоке , пригороде города Брайтон и Хоув , Восточный Суссекс. В настоящее время клуб играет в Юго-восточном дивизионе Истмийской лиги . Домашняя площадка Уайтхока - это закрытая площадка вместимостью 3126 человек, в настоящее время известная в спонсорских целях как TerraPura Ground, которая расположена в Восточном Брайтон-парке . Традиционные игровые цвета клуба по прозвищу «Ястребы» - красный и белый. До 2010 года клуб никогда не играл выше уровня лиги графства, но после трех повышений за четыре сезона «Ястребы» достигли Южной конференции .в 2013 г., а также во втором раунде Кубка Англии в 2015 г.

## История

### Брайтонская лига "Хоув и округ"
Клуб был основан по окончании Второй мировой войны в 1945 году под названием "Старшие юноши Уайтхок и Манор Фарм". Оригинальное название относится к Брайтонскому юношескому клубу, из района Уайтхок и смежной усадьбы Манор Фарм, который хотел продолжать играть в футбол, но уже был слишком стар, чтобы играть в молодёжной лиге. Один из основателей клуба, Рон Пауэлл, записал новую команду в Юношеский Кубок (лигу) Брайтона на первый сезон. Первый матч клуба был выигран на выезде со счетом 5-3 13 октября 1945 года против команды "Старшие юноши графства Хоув" на спортивной площадке Хоув Рекреационного парка. Домашние матчи проводились на футбольных полях парка Ист-Брайтон. В свой первый сезон "Уайтхок и Манор Фарм" одержали победу в лиге и кубке. Команда выиграла 14 из 16 матчей в лиге, забив 82 гола, и завоевала кубок "Хоув и Уортинга" со счетом 5-3 в матче против команды "Аллен Вест Б". Авторами голов были: Час Исон (2), Джимми Уорд, Джерри Чандлер и Холмс.
Затем "Уайтхок и Манор Фарм" присоединились к Футбольной лиге Брайтона, сначала во 2-м дивизионе, а затем были переведены в 4-й дивизион, когда лига расширилась в сезоне 1947-1948 годов. Ястребы снова выиграли два титул в лиге и кубке, завоевав Кубок Суссекса с победой над командой Вест Хоув на стадионе "Голдстоун Граунд".
В следующем сезоне 1948-1949 годов "Ястребы" добились повышения в следующую лигу, после того как заняли второе место в 3-м дивизионе и сохраняя Кубок Суссекса, победив команду "Суссекс Брик Воркс" со счетом 6-1 в финале. В свой первый сезон на уровне "Интермедиэйт", в 1949-1950 году, "Соколы" снова завершили сезон двойным титулом, выиграв Дивизион 2 Брайтонской Лиги и завоевав Кубок Суссекса с победой со счетом 5-1 над командой "Портфилд" в Литлхэмптоне. Джимми Саллис оформил хет-трик, а Билл "Кокер" Блант забил два гола.
В свой дебютный сезон на старшем уровне в 1950-1951 годах, "Ястребы" выиграли титул Дивизиона 1, пройдя весь сезон без поражений и выиграв все игры, кроме двух из 26 . Клуб также выиграл свой первый крупный трофей взрослой лиги, Кубок Суссекса, победив команду Истборн Таун со счетом 1-0 на стадионе "Вудсайд Роуд" в Вортинге, где Кенни Хэйвард забил единственный гол на 10-й минуте. "Ястребы" победили команды Литлхэмптон Таун, Лансинг, Кроули Таун и Богнор Риджис Таун на пути к тому, чтобы стать единственной командой Брайтонской Лиги, которая когда-либо выигрывала Кубок Суссекса. Эта победа также завершила беспрецедентную серию побед в кубках футбола без лиги на уровнях юниоров, промежуточного и старшего уровней в последовательных сезонах.
"Уайтхок и Манор Фарм" подали заявку на вступление в Суссекскую лигу на следующий сезон, но их заявка не была одобрена. "Ястребы" завоевали титул Дивизиона 1 в 1952 году.

### Суссекская графская лига
Клуб был принят в Суссекской графской лиги в сезоне 1952-53 и занял третье место в своем первом сезоне. Первая игра Хоукс в графской лиге состоялась 31 августа 1952 года, и они победили Кроули Таун со счетом 4:1 . Клуб стал вице-чемпионом в течение трех последующих сезонов, начиная с 1954-1955 годов, и был финалистом Кубка Сассекса по футболу в 1954 году, проиграв 1-0 "Хоршам" на Голдстоун Граунде перед 5626 зрителей . Хоукс выиграли Благотворительный кубок Сассекса "Королевские улстерские стрелки"  впервые в 1955 году, победив Истборн Юнайтед 1-0 в овертайме на Голдстоун Граунде. Лен Холтер забил единственный гол на 103-й минуте . Хоукс никогда не выходили из топ-5 в Сассекской графской лиги в течение оставшейся части десятилетия.
Название клуба было изменено на "Уайтхок" на старте сезона 1958-59.
В сезоне 1961-62 под руководством тренера Билли Тью уайтхок выиграл первый из четырёх титулов первого дивизиона , а также кубок Суссекса, обыграв Истборн Юнайтед со счетом 4-0 на стадионе Голдстоун с посещаемостью 4000 человек. Голы за Хокс забили Морис Баркер, Эдди Ричардсон и Билли Форд 2. Билли Форд забил 16 голов в кубке Суссекса  .

### Истмийская лига
"Ястребы" снова провели только один сезон в высшем дивизионе Истмийской лиги, где вылетели в последнем туре сезона 2018-19 гг.. После плохого старта в сезоне 2020-21 в Юго-восточном дивизионе Истмийской лиги , Росс Стэнден был назначен на должность менеджера 1 ноября 2020 года, его помощником стал бывший игрок «Брайтон энд Хоув Альбион»  Стюарт Так . В апреле 2022 года, когда статус "Ястребов" в Истмийской лиге был не обеспечен, Шон Сандерс , бывший главный тренер команды "Хейвардс Хит Таун" , был назначен главным тренером первой команды на оставшиеся четыре игры сезона .

## Официальные лица клуба
"Уайтхок" остается незарегистрированным объединением. Успех в последние пятнадцать лет был обеспечен инвесторами Джоном Саммерсом и Питером Макдоннеллом, которые были назначены совместными вице-председателями в 2007 году, когда клуб играл в Сассекс-Каунти Лиге, а затем стали совместными председателями в 2012 году. В 2014 году, после двух подряд продвижений из Истмейн Лиги и первого сезона клуба в Конференции Юг, Джим Коллинз был назначен председателем, с планами дальнейшего улучшения клуба вне поля. Джон Саммерс стал председателем на начало сезона 2015-16 и руководил самым успешным сезоном в истории клуба, достигнув второго раунда Кубка Англии и плей-офф национальной лиги юг. Он ушёл в отставку чуть более чем через год, и на временной основе его заменил генеральный менеджер Найджел Торнтон. Стив Аллен стал председателем в августе 2017 года, а Энди Шофилд предположил эту роль в октябре 2019 года.

## Достижения

### Лига
- Высший дивизион Истмийской лиги
  - Победитель (1): 2012-13
- Дивизион 1 Южной части Истмийской лиги
  - Победитель (1): 2011-12
- Дивизион 1 Суссекс Каунти Футбольной лиги
  - Победитель (4): 1961-62, 1963-64, 1983-84, 2009-10
  - Финалист (8): 1954-55, 1955-56, 1956-57, 1986-87, 1993-94, 2002-03, 2006-07, 2007-08
- Дивизион 2 Суссекс Каунти Футбольной лиги
  - Победитель (2): 1967-68, 1980-81
- Дивизион 1 Брайтона, Хоува и округа Футбольной лиги
  - Победитель (2): 1950-51, 1951-52
- Дивизион 2 Брайтона, Хоува и округа Футбольной лиги
  - Победитель (1): 1949-50
- Дивизион 3 Брайтона, Хоува и округа Футбольной лиги
  - Финалист (1): 1948-49
- Дивизион 4 Брайтона, Хоува и округа Футбольной лиги
  - Победитель (1): 1947-48
- Кубок Юниоров Брайтона
  - Победитель (1): 1945-46

### Кубок
- Кубок Суссекса для команд высшей лиги   
  - Победитель (4): 1950-51, 1961-62, 2011-12, 2014-15
  - Финалист (2): 1953-54, 1971-72
- Благотворительный кубок Суссекса "Королевские улстерские стрелки"    
  - Победитель (3): 1954-55, 1958-59, 1990-91
  - Финалист (3): 1956-57, 2005-06, 2006-07
- Кубок Джона О'Хары    
  - Победитель (3): 1982-83, 1993-94, 2008-09
  - Финалист (1): 2004-05
- Кубок Суссекса для команд нижних лиг    
  - Победитель (1): 1949-50
- Кубок Суссекса для юниоров    
  - Победитель (2): 1947-48, 1948-49
- Кубок Хова и Вортинга    
  - Победитель (1): 1945-46
- Кубок Сообщества Суссекса    
  - Победитель (1): 2012
  - Финалист (1): 2015

## Рекорды
- Кубок Англии по футболу
  - Второй отборочный раунд (дома), поражение 2–3 в дополнительное время против Дагенем энд Редбридж, 16 декабря 2015 г.[1]
- Трофей Футбольной ассоциации
  - Второй отборочный раунд (на выезде), поражение от Хавант энд Уотерлувилл со счетом 1:3, 16 декабря 2013 г.